# Podarcis
Podarcis és un  gènere de sauròpsids (rèptils) escatosos pertanyents a la  família Lacertidae; moltes de les seves espècies es coneixen vulgarment com a sargantana. Els seus membres presenten múltiples semblances externes amb les espècies agrupades en el gènere  Lacerta, però són més petites (20-25 cm) i la seva anatomia interna és bastant diferent. Tenen una distribució  circummediterrània. Diverses espècies i subespècies  endèmiques que es troben únicament en certes illes o illots, de vegades de tot just uns centenars de m² d'extensió.
La sargantana té el cos cobert d'escates imbricades i la cua molt perllongada i fàcil de desprendre, amb gran capacitat de regeneració, la cua continua movent-se un cop arrencada, el que serveix a la sargantana per fugir de possibles depredadors

## Espècies i subespècies
- Podarcis atrata (Boscá, 1916)
- Podarcis bocagei (Seoane, 1884)
- Podarcis carbonelli Pérez-Mellado, 1981
- Podarcis dugesii
- Podarcis erhardii
- Podarcis filfolensis
- Podarcis gaigeae
- Podarcis hispanica (Steindachner, 1870)
- Podarcis lilfordi (Günther, 1874) 
  - Podarcis lilfordi addayae
  - Podarcis lilfordi balearica o hospitalis
  - Podarcis lilfordi brauni
  - Podarcis lilfordi carbonerae
  - Podarcis lilfordi codrellensis
  - Podarcis lilfordi colomi
  - Podarcis lilfordi conejerae
  - Podarcis lilfordi espongicola
  - Podarcis lilfordi estelicola
  - Podarcis lilfordi fahrae
  - Podarcis lilfordi fenni
  - Podarcis lilfordi gigliolii
  - Podarcis lilfordi hartmanni
  - Podarcis lilfordi imperialensis
  - Podarcis lilfordi isletasi
  - Podarcis lilfordi jordansi
  - Podarcis lilfordi kuligae
  - Podarcis lilfordi lilfordi
  - Podarcis lilfordi nigerrima
  - Podarcis lilfordi planae
  - Podarcis lilfordi pobrae
  - Podarcis lilfordi porrosicola
  - Podarcis lilfordi rodriquezi †
  - Podarcis lilfordi sargantanae
  - Podarcis lilfordi toronis
  - Podarcis lilfordi xapaticola
- Podarcis liolepis (Boulenger, 1905)
- Podarcis melisellensis
- Podarcis milensis
  - Podarcis milensis milensis
  - Podarcis milensis gerakuniae
  - Podarcis milensis schweizeri
- Podarcis muralis (Laurenti, 1768)
- Podarcis peloponnesiaca
- Podarcis perspicillata
- Podarcis pityusensis (Boscá, 1883)
  - Podarcis pityusensis ahorcadosi
  - Podarcis pityusensis calaesaladae
  - Podarcis pityusensis canaretensis
  - Podarcis pityusensis canensis
  - Podarcis pityusensis caragolensis
  - Podarcis pityusensis carlkochi
  - Podarcis pityusensis formenterae
  - Podarcis pityusensis frailensis
  - Podarcis pityusensis gastabiensis
  - Podarcis pityusensis gorrae
  - Podarcis pityusensis hedwigkamerae
  - Podarcis pityusensis hortae
  - Podarcis pityusensis kameriana
  - Podarcis pityusensis maluquerorum
  - Podarcis pityusensis muradae
  - Podarcis pityusensis negrae
  - Podarcis pityusensis pityusensis
  - Podarcis pityusensis ratae
  - Podarcis pityusensis redonae
  - Podarcis pityusensis schreitmuelleri
  - Podarcis pityusensis tagomagensis
  - Podarcis pityusensis torretensis
  - Podarcis pityusensis vedrae
- Podarcis raffonei
- Podarcis sicula (Rafinesque, 1810)
  - Podarcis sicula sicula
  - Podarcis sicula sanctistephani †
- Podarcis taurica
  - Podarcis taurica taurica
  - Podarcis taurica gaigeae
  - Podarcis taurica ionica
  - Podarcis taurica thasopulae
- Podarcis tiliguerta
  - Podarcis tiliguerta tiliguerta
  - Podarcis tiliguerta toro
- Podarcis vaucheri (Boulenger, 1905)
- Podarcis wagleriana
  - Podarcis wagleriana wagleriana
  - Podarcis wagleriana antoninoi
  - Podarcis wagleriana marettimensis